# Elpenor (Odyssee)
Elpenor was in de Griekse mythologie een van de metgezellen van Odysseus op diens terugtocht van Troje naar Ithaka.
Hij werd op het eiland Aeaea net als zijn metgezellen door de tovenares Circe veranderd in een varken. Nadat Odysseus Circe had gedwongen zijn manschappen hun menselijke gedaante terug te geven, viel Elpenor nog slaapdronken van een dak en stierf. Elpenors schim ontmoette Odysseus nog één keer in Hades, waar hij Odysseus vroeg om terug op aarde de juiste begrafenisrituelen uit te voeren.
Elpenor diende als uitgangspunt voor het gelijknamige werk van Albert Roussel.